# Дрилёв, Алексей Алексеевич
Алексей Алексеевич Дрилёв (30 августа 1938, СССР, Средне-Краюшкино, Алтайский край — 27 августа 2019) — российский художник, член Союза художников России. Работы находятся в Государственном художественном музее Алтайского края, в музее речного флота в Казани, в музее Славы в Барнауле, в Британском национальном музее, а также в частных коллекциях России и за рубежом..

## Биография
Родился 30 августа 1938 года в селе Средне Краюшкино (ныне Первомайское) Алтайского Края. Окончил Казанское художественное училище, учился в Ленинградском институте живописи, скульптуры и архитектуры им. И. Е. Репина. С 1971 года жил в Барнауле. Участник выставок с 1965 года. Среди его главных работ нужно отметить такие, как «Ростов Великий», «Опаленный», «Площадь Спартака» и «Волжские просторы».
Некоторое время работал помощником киномеханика в кинотеатре "Авангард" в Славгороде и рисовал киноафиши.